# Testeboån
Der Testeboån ist ein Fluss in der schwedischen Provinz Gävleborgs län. Er durchfließt den nördlichen und mittleren Teil der historischen Landschaft Gästrikland.
Seine Länge beträgt etwa 60 km. Mit Quellflüssen liegt die Flusslänge bei 110 km. Er entsteht durch den Zusammenfluss von Bresiljeån (Bresilån) und Kölsjöån bei Åmot. Er mündet bei Strömsbro, im Norden von Gävle, in die Gävlebukten und in den Bottnischen Meerbusen.
Der mittlere Abfluss an der Mündung beträgt 11,7 m³/s. Das Einzugsgebiet umfasst 1111,8 km².